# دو تاج و تخت
دو تاج و تخت (به انگلیسی: Two Thrones) یک بازی استراتژی هم‌زمان است که در سال ۲۰۰۴ توسط پارادوکس اینتراکتیو ساخته و منتشر شد. این بازی به گونه ای ادامه یوروپا یونیورسالیس: تاج و تخت شمال است.

## نقدها
| گردآورنده | امتیاز |
| --------- | ------ |
| متاکریتیک | 53/100 |

| ناشر                     | امتیاز |
| ------------------------ | ------ |
| کامپیوتر گیمینگ ورلد     | [ ۲ ]  |
| گیم‌اسپات                 | 5.4/10 |
| گیم‌زون                   | 6.9/10 |
| پی‌سی گیمر (بریتانیا)     | 40%    |
| پی‌سی گیمر (ایالات متحده) | 50%    |
| پی‌سی زون                 | 24%    |

این بازی با توجه به بازبینی جمعی در سایت متاکریتیک نقدهای متوسطی گرفته‌است.